# Dodola (Etiopia)
Dodola – miasto w Etiopii, w regionie Oromia. Według danych szacunkowych na rok 2015 liczy 30 600 mieszkańców.